# Siège de Hambourg
Vous lisez un « bon article » labellisé en 2014.
Batailles
Campagne de Russie (1812)
- Liste des batailles
- Mir
- Moguilev
- Ostrovno
- Vitebsk
- Kliastitsy
- Smolensk
- 1re Polotsk
- Valoutina Gora
- Moskova
- Moscou
- Winkowo
- 2e Polotsk
- Maloïaroslavets
- Gorodnia
- Czaśniki
- Viazma
- Smoliani
- Krasnoï
- Bérézina

Campagne d'Allemagne (1813)
- Dantzig
- Lunebourg
- Möckern
- Lützen
- Bautzen
- Reichenbach
- Haynau
- Luckau
- Hoyerswerda
- Lauenbourg
- Goldberg
- Gross Beeren
- Katzbach
- Dresde
- Kulm
- Dennewitz
- Peterswalde
- Liebertwolkwitz
- Leipzig
- Hanau
- Sehested
- Torgau
- Hambourg

Campagne de France (1814)
- Sainte-Croix-en-Plaine
- Besançon
- Mayence
- Metz
- Saint-Avold
- 1re Saint-Dizier
- Brienne
- La Rothière
- Campagne des Six-Jours (Champaubert
- Montmirail
- Château-Thierry
- Vauchamps)
- Mormant
- Montereau
- Bar-sur-Aube
- Saint-Julien
- Laubressel
- Berry-au-Bac
- Craonne
- Coutures
- Laon
- Soissons
- Mâcon
- Reims
- Saint-Georges-de-Reneins
- Limonest
- Arcis-sur-Aube
- Fère-Champenoise
- 2e Saint-Dizier
- Meaux
- Claye
- Villeparisis
- Paris

- Feistritz
- Caldiero (en)
- Trieste
- Mincio

- Hoogstraten (de)
- Anvers
- Berg-op-Zoom
- Courtrai

Le siège de Hambourg se déroule de décembre 1813 à mai 1814, à la fin des guerres de la Sixième Coalition. La garnison française de Hambourg, commandée par le maréchal Davout, y résiste pendant près six mois aux troupes coalisées de la Prusse, de la Russie et de la Suède.
Isolé du principal théâtre d'opérations de la campagne d'Allemagne par la défaite du maréchal Oudinot à la bataille de Gross Beeren, le 13e corps du maréchal Davout regagne la région de Hambourg, que les Français ont fortifiée pendant l'été. Après la bataille de Leipzig et la retraite de la Grande Armée jusqu'au Rhin, le soulèvement de la Hollande et l'occupation de Brême par les Russes coupent les communications entre Hambourg et la France.
Tout d'abord séparées par les défenses naturelles constituées du bas-cours de l'Elbe et du Bille, la garnison française et l'armée de siège se livrent une guerre psychologique pendant tout le mois de décembre. En janvier, les bras de l'Elbe gèlent et les Russes lancent plusieurs assauts contre la place. Malgré la perte de quelques postes avancés, la garnison française parvient à conserver les positions stratégiques d'Haarbourg et de Wilhelmsbourg. À partir du 23 mars, le dégel marque la fin des assauts et le retour à une guerre psychologique.
Lorsque Napoléon Ier abdique le 6 avril 1814, le maréchal Davout tient encore solidement Hambourg. Il refuse de croire au retour des Bourbons jusqu'au 28 avril et continue après cette date à refuser la reddition de la place à son adversaire russe. Début mai, le maréchal est relevé de son commandement et le général Foucher de Careil négocie la restitution de la place tandis que le général Gérard reconduit le 13e corps en France. Celui-ci quitte Hambourg, libre, avec armes et bagages, les 27, 29 et 31 mai 1814.
Le maréchal Davout est mis en cause dès le mois de mai 1814 pour sa gestion des relations avec les populations civiles et particulièrement pour la saisie des fonds de la Banque de Hambourg. Bien que rapidement abandonnées, ces accusations ainsi que son ralliement tardif à Louis XVIII vaudront au maréchal une disgrâce qui ne prendra fin qu'au retour de l'Empereur aux Cent-Jours.

## Contexte

### Annexion de Hambourg
Les villes de Hambourg et Brême sont occupées par l'armée française à partir de 1806 et la fin de la campagne de Prusse. Après avoir connu divers gouverneurs militaires, elles sont rattachées à l'Empire français le 13 décembre 1810, tandis que le maréchal Davout est nommé gouverneur général des villes hanséatiques le 1er décembre. L'annexion correspond à une volonté de resserrer le blocus continental, qui a du mal à être mis en place dans ces villes tournées vers le commerce.

### Révolte de Hambourg
Après la campagne de Russie et la destruction presque complète de la Grande Armée impériale, le sentiment nationaliste relève partout la tête en Allemagne. Le 12 mars 1813, une insurrection populaire contraint le général Claude Carra-Saint-Cyr, commandant la 32e division militaire qui englobe Hambourg, à évacuer la ville. Le 18 mars, un corps russe commandé par le général Tettenborn y fait son entrée.
La réaction française ne se fait pas attendre. Tandis que le maréchal Davout est nommé à la tête de la 32e division militaire avec autorité sur le 1er corps du général Vandamme, celui-ci quitte Brême début mai et marche sur Hambourg. Après avoir contré le 6 mai une tentative de Tettenborn contre une de ses brigades, Vandamme ouvre le feu sur la ville le 19. Le roi Frédéric VI de Danemark met à la disposition de Davout une division que ce dernier fait marcher sur Lübeck. Les Russes sont contraints d'évacuer Hambourg, et les Franco-Danois y font leur entrée le 31 mai.
Napoléon Ier ordonne une répression sévère à la suite de ces événements. Néanmoins, Davout parvient à la modérer, jusqu'à obtenir la promulgation d'une amnistie le 26 juillet.

### Campagne d'Allemagne

Carte des mouvements de troupes à la fin du mois d'août 1813.

Le plan initial de l'empereur des Français consiste en un vaste mouvement enveloppant des armées alliées dans lequel l'armée française, après s'être avancée jusqu'à Dresde, poussera vers Berlin puis obliquera au sud. Dans ce schéma, les troupes qui occupent l'embouchure de l'Elbe n'ont qu'un rôle secondaire à jouer et Napoléon substitue l'expérimenté 1er corps par le 13e corps, qui vient d'être formé.
Après les victoires françaises non exploitées de Lützen et de Bautzen, un armistice est signé entre les belligérants qui arrêtent les opérations du 4 juin au 10 août. À la reprise des hostilités, Napoléon refuse de se replier sur le Rhin et d'abandonner la Hollande et Hambourg, en dépit de sa très nette infériorité numérique : il considère ces deux régions comme définitivement françaises. Tandis que l'empereur manœuvre autour de Dresde pour écarter Blücher et y écrase l'armée autrichienne de Schwarzenberg, Oudinot, à la tête de 60 000 hommes, marche sur Berlin entre l'Elbe et la Spree, et compte donner la main à la garnison de Hambourg. Il est arrêté à Gross Beeren par Bernadotte, ce qui isole définitivement le 13e corps du principal théâtre d'opérations.
Après la bataille de Leipzig, l'armée française bat en retraite vers la France. Elle ne laisse en Allemagne que des garnisons assiégées dans des places fortes comme Hambourg, Magdebourg ou Dresde.

## Opérations préliminaires

### Travaux de fortifications de la ville
Dans la perspective d'un siège, le maréchal fait entamer d'importants travaux de fortification. Pour s'assurer le contrôle de l'Elbe, les Français rétablissent les remparts de Haarbourg, sur la rive gauche du fleuve, et construisent un immense pont entre les deux villes. La remise en état de défense de la place répond aux instructions de l'empereur qui charge le général Haxo de la supervision des travaux ; le commandement général du génie sur place est donné au colonel Deponthon.
Pendant l'armistice de l'été 1813, l'empereur fait marcher sur Hambourg un renfort d'artillerie et une compagnie de marins sous les ordres du contre-amiral Lhermite. Ils ont pour mission d'assurer le service et la défense des nombreuses îles du bas cours de l'Elbe.
À la fin de l'été, une partie des habitations trop proches des ouvrages défensifs ayant été rasée, la place est en état de défense.

### Opérations dans le Mecklembourg et le Holstein
Après la rupture de l'armistice le 11 août, Davout transfère son quartier général de Hambourg à Hogendorf, sur la route de Lübeck. Les forces coalisées, sous les ordres de Bernadotte, occupent une ligne allant de Lauenbourg à Trittau. Le 13e corps enfonce cette ligne de défense lors du combat de Lauenbourg et pousse son avance jusqu'à Schwerin qu'il atteint le 27 août. En apprenant la défaite d'Oudinot à Gross Beeren, Davout se replie derrière une ligne allant de Lübeck à Lauenbourg.
Bien que Brême ait été brièvement occupée par le corps de Tettenborn, le 13e corps maintient sa communication avec la France via la Hollande. Cependant, après la bataille de Leipzig, la Grande Armée bat en retraite vers la France, poursuivie par les armées coalisées, et la Hollande se soulève. Ce n'est que le 11 novembre que Davout reçoit ordre de l'Empereur de se replier vers la France en laissant une garnison dans Hambourg, et il est alors trop tard : la rive gauche de l'Elbe est déjà occupée par de forts contingents coalisés.
Le 1er décembre gèlent les marais et le canal de Stecknitz, derrière lesquels les Français sont retranchés. Ces défenses naturelles maintenant franchissables à pied sec par les coalisés, le maréchal Davout ordonne le repli sur la ville de Hambourg, tandis que ses alliés danois remontent vers le nord pour couvrir leur royaume.

## Forces en présence

### Armée française

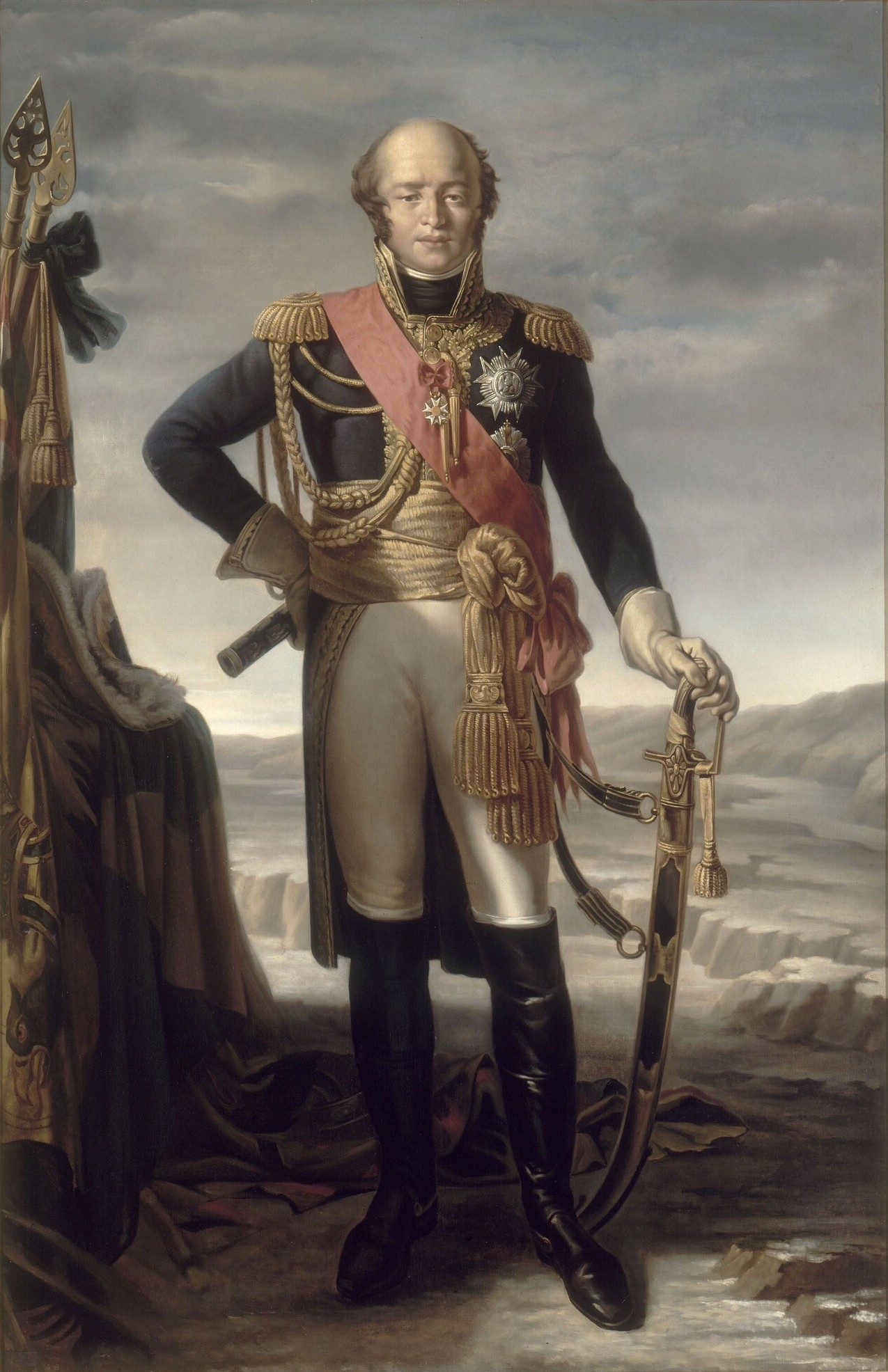
Le maréchal Davout, commandant les troupes françaises.

Au début de l'été, le 13e corps est fort de 32 000 hommes, auxquels s'ajoutent environ 10 000 Danois. De retour à Hambourg, il est renforcé par les débris de divers corps ayant rejoint la zone sous son contrôle à la suite de la retraite de Leipzig.
Au début du siège, les forces françaises comptent 42 000 hommes, dont 8 000 aux hôpitaux.
Les troupes sont réparties ainsi :
Général en chef : maréchal Davout.

#### État-major
- Chef d'état-major : général César de Laville[15],[21]
- Gouverneur de la place : général Hogendorp[13],[21]
- Sous-gouverneur : général Soyez[21]
- Chargé en chef des approvisionnements : général Thiébault[21]
- Commandant l'artillerie : général de Jouffroy[21]
- Commandant le génie : colonel Deponthon[21]

#### 3edivision
Elle est commandée par le général Loison,, également responsable de la sécurité dans Hambourg intra muros.
- 1re brigade : général Rome[22]
  - 15e régiment d'infanterie de ligne et 44e régiment d'infanterie de ligne.
- 2e brigade : général Leclerc[22]
  - 48e régiment d'infanterie de ligne et 108e régiment d'infanterie de ligne.
- 8 pièces d'artillerie divisionnaire[22].

La division compte au total 9 842 hommes.

#### 40edivision
Elle est commandée selon les sources par le général Pécheux ou le général Vichery,.
- 1re brigade : général Gengoult[22]
  - 30e régiment d'infanterie de ligne et 61e régiment d'infanterie de ligne.
- 2e brigade : général Delcambre[22]
  - 111e régiment d'infanterie de ligne[22],[24]. Digby Smith y rattache le 33e régiment d'infanterie légère[1].
- 8 pièces d'artillerie divisionnaire[22].

La division compte au total 10 000 hommes.

#### 50edivision
Elle est commandée selon les sources par le général Thiébault ou le général Pécheux,.
- 1re brigade : général Avril[22]
  - 29e régiment d'infanterie de ligne. François-Guy Hourtoulle et l'auteur des Trophées des Armées Françaises y rattache le 33e régiment d'infanterie légère[22],[24].
- 2e brigade : général Osten[22]
  - 3e régiment d'infanterie de ligne et 105e régiment d'infanterie de ligne.
- 8 pièces d'artillerie divisionnaire[22].
- Digby Smith attache à la division le 24e régiment d'infanterie légère[1].

La division compte au total 9 680 hommes.

#### Division de cavalerie
La division de cavalerie est commandée par le général de division Watier de Saint-Alphonse, assisté des généraux de brigade Dubois de Thimville et Guiton. Elle est structurée autour du 28e régiment de chasseurs à cheval,, et comporte des éléments de plusieurs autres régiments dont trois régiments provisoires de cuirassiers.
Au total, la division compte 5 800 hommes et 3 800 chevaux.

#### Autres troupes combattantes
Le contre-amiral Lhermite dirige un détachement de marins fort de 1 200 hommes,. Ce détachement est destiné au service dans les différents bras de l'Elbe entre Hambourg et Haarbourg.
Outre les 24 pièces d'artillerie divisionnaire, la place de Hambourg est garnie de 52 pièces attelées issues du 8e régiment d'artillerie à pied et de divers autres régiments. La place compte également 350 canons de remparts,.

### Armées coalisées

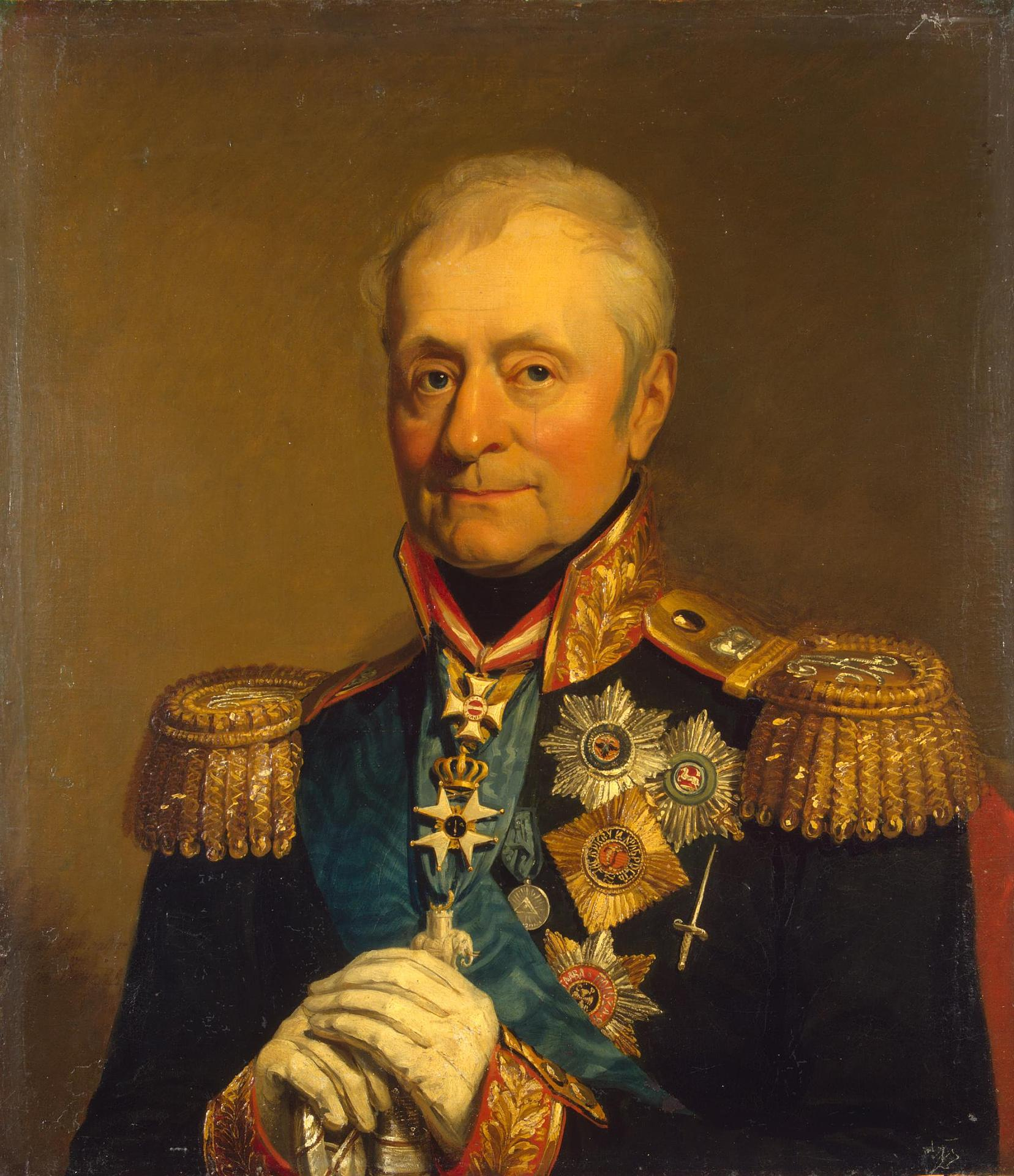
Le général Bennigsen, commandant les troupes coalisées.

Les effectifs des armées coalisées varient fortement durant les six mois du siège.
Les assiégeants sont initialement le corps du lieutenant-général von Wallmoden, fort d'environ 52 000 hommes, constitué de Hanovriens et de régiments hanséatiques. Ce corps est rattaché à l'armée du Nord commandée par Bernadotte. Le général Bennigsen prend ensuite le commandement des opérations de siège, apportant avec lui un certain nombre de troupes russes. En janvier 1814, les coalisés sont environ 120 000 dans la zone de siège. Lorsque Bernadotte et ses troupes font mouvement vers le Rhin, Benningsen dispose encore d'environ 80 000 hommes.

## Déroulement du siège

### Guerre psychologique en décembre
Espérant voir les Hambourgeois renouveler le soulèvement de mars et les Hollandais du 13e corps suivre l'exemple de leurs compatriotes insurgés, Bennigsen lance deux proclamations les appelant au soulèvement,. Elles restent sans effet devant les mesures énergiques prises par le général en chef français.
Davout profite de cette période pour parfaire les fortifications autour de la « chaussée Deponthon » qui relie Hambourg à Haarbourg en construisant une redoute sur une île face à Altona et une autre vis-à-vis de Hamm. En décembre, Davout ordonne l'évacuation des orphelins de la ville ainsi que de tous les enfants dont les parents accepteraient l'éloignement. 15 360 personnes sont évacuées les 24, 25 et 26 décembre.
Le maréchal répartit également les fonctions entre les différents généraux. Tandis que Thébault est chargé de l'approvisionnement et Loison de la sécurité intra muros, Vichery est chargé du secteur à l'Est de la ville, Gengoult et Delcambre sont au Nord face à Altona et Pécheux tient Haarbourg tout en détachant la brigade Osten pour garder les îles de l'Elbe,.

### Assauts hivernaux

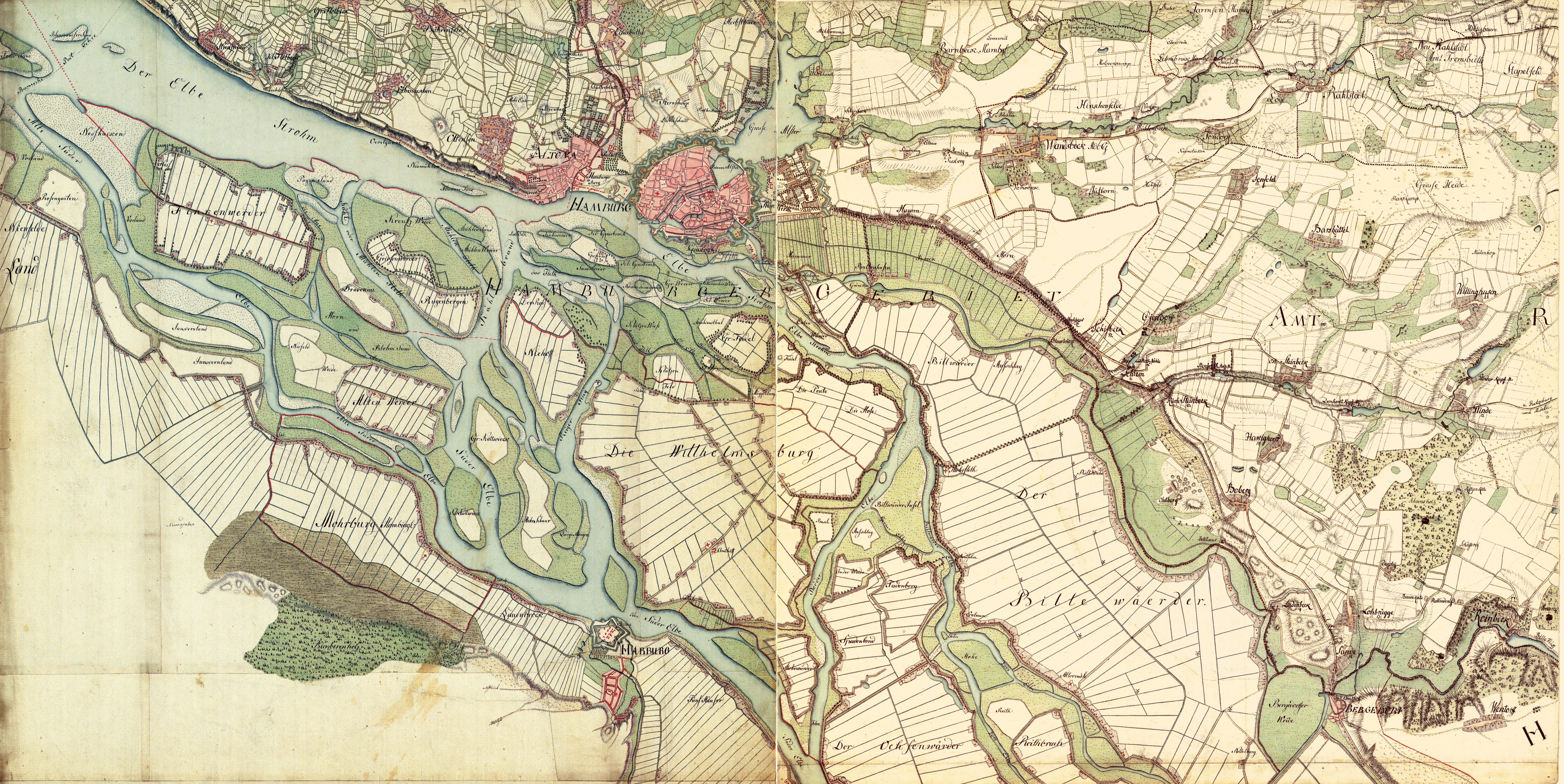
Carte des îles de l'Elbe entre Hambourg et Haarbourg.

À partir de janvier, le froid est si vif que l'Elbe et le Bille gèlent, malgré les travaux incessants des Français qui cherchent à maintenir la protection naturelle du réseau de canaux. Les coalisés lancent alors quelques assauts qui contraignent les Français à se retirer des villages d'Eimsbüttel et d'Eppendorf au Nord, ainsi que de plusieurs positions à l'Est.
Le 20 janvier 1814, les Russes du général Strogonov attaquent les fortifications avancées de Haarbourg. Les colonnes avançant le long de l'Elbe et par Wilstorf (de) sont repoussées par le général Delcambre qui y perd 200 hommes tandis que les Russes laissent 800 hommes sur le terrain.
Le 26 janvier, à l'occasion de l'anniversaire de l'impératrice Élisabeth, Bennigsen ordonne un assaut général sur les fronts Nord et Est. Le seul résultat de cet assaut qui coute 700 hommes au 13e corps et 300 aux russes est la prise de l'église de Hamm. À la suite de cet assaut, Davout ordonne la destruction d'une grande partie des habitations du faubourg d'Altona,.
Le 9 février, après avoir reçu le renfort du corps de Tolstoï, Bennigsen lance une attaque générale. L'installation par Davout d'un poste d'observation dans le clocher de l'église Saint-Michel prive les Russes de l'effet de surprise escompté. L'attaque principale est dirigée vers l'île de Wilhelmsbourg qui est l'objet d'âpres combats tout au long de la journée. Les Russes prennent initialement l'avantage. La colonne du général Markov en provenance d'Altona et celle du général Emme en provenance du sud-est et qui contourne Haarbourg convergent vers l'entrée du pont qui relie l'île à Hambourg. Désemparés par la mise hors de combat de leurs chefs (le colonel du 29e régiment d'infanterie de ligne est tué et le général Osten blessé), les Français commencent à refluer sur le pont lorsque le maréchal Davout se porte en personne sur le lieu de l'action et donne l'ordre aux réserves restées à Hambourg de contre-attaquer. En fin d'après-midi, le général Leclerc, après avoir repoussé une colonne russe commandée par Tolstoï, peut envoyer des renforts sur le pont. Dans le même temps, le général Pécheux sort de Haarbourg, qu'il a défendu contre l'assaut d'une colonne russe, dégage le tronçon de pont qui la relie à Wilhelmsbourg et prend les Russes à revers. Enfoncés par la contre-attaque française, ceux-ci se replient jusqu'à Altona. La garnison perd dans cet engagement 1 200 tués, blessés et prisonniers.
Le 17 février, les Russes tentent un nouvel assaut massif qui échoue face à la résistance des généraux Vichery et Rome. Les pertes s'élèvent à 200 tués chez les Français, tandis que les Russes perdent près de 5 000 hommes. Après une dernière tentative nocturne le 27 février, les opérations se limitent à des escarmouches. La débâcle de l'Elbe le 23 mars met définitivement la ville à l'abri d'une prise d'assaut.

### Reprise de la guerre psychologique et fin du siège
La fin de l'hiver et le début du printemps voient Bennigsen multiplier les appels à la défection de la garnison et les mesures de désinformation. Malgré quelques désertions individuelles, ces tentatives n'atteignent pas leur but, mais elles installent un climat d'extrême défiance vis-à-vis du commandement russe au sein de l'état-major français. Le 29 mars, les Français lancent une série d'assauts dans les environs de Haarbourg pour se procurer du fourrage et du ravitaillement.
Le 19 avril, le commandant des troupes assiégeantes est averti de l'abdication de Napoléon Ier et dépêche un parlementaire à Davout pour l'en avertir. Sachant « que l'Empereur n'[a] pas l'habitude de communiquer avec ses généraux par l'intermédiaire de l'ennemi » et n'ayant aucune confiance en Bennigsen, le maréchal accueille la nouvelle et la proposition d'armistice du général russe avec la plus grande des circonspections. Cependant, la nouvelle lui est confirmée par une lettre du tsar Alexandre apportée par un officier hollandais, ce qui pousse Davout à demander l'envoi en France du général Delcambre pour prendre des instructions du gouvernement.
Pour forcer la main à son adversaire, Bennigsen fait apporter devant les avant-postes français un drapeau blanc fleurdelisé, emblème de Louis XVIII, en espérant que la garnison se soulève à la nouvelle du changement de régime. Devant cette provocation, le maréchal fait canonner le drapeau.
Alors que les hostilités entre les puissances coalisées et la France sont officiellement arrêtées depuis l'abdication du 6 avril, les Russes, appuyés par des canonnières anglaises, lancent le 27 avril un assaut sur Haarbourg. Cet assaut échoue et augmente encore la méfiance des Français envers l'état-major russe.
Le 28 avril, un cousin du maréchal, François Davout, se présente au quartier-général russe et est aussitôt escorté jusqu'aux postes français. Il est porteur de lettres de la maréchale pour son mari l'informant des événements parisiens. Les deux généraux-en-chef concluent alors un armistice. Le général Delcambre peut se rendre à Paris et le 29 avril, le drapeau blanc à fleurs de lys flotte sur la ville.
S'il apparaît évident que la place de Hambourg doit être rendue aux autorités allemandes, la question de la garnison reste posée. Benningsen espère initialement l'emmener prisonnière en Russie et tente jusqu'au bout d'entraver son évacuation et celle de son matériel.
Le 5 mai, le général Foucher de Careil, envoyé du gouvernement chargé de la restitution de la place, arrive à Hambourg. Il est suivi le 11 mai du général Gérard, chargé par le comte d'Artois et le nouveau ministre de la Guerre, le général Dupont de l'Étang, de relever le maréchal Davout et de reconduire le 13e corps en France. Les 26 000 hommes encore valides de la garnison retournent en France en trois colonnes qui quittent les bords de l'Elbe les 27, 29 et 31 mai. Le général Gérard emporte avec lui une centaine de pièces d'artillerie et 4 000 chevaux. Les 5 000 malades encore aux hôpitaux rejoignent la France à la fin de leur convalescence.

## Conséquences

### Conséquences stratégiques
La garnison de Hambourg ne joue qu'un rôle secondaire dans le déroulement de la campagne de 1813. Après la défaite d'Oudinot à Gross-Beeren, le 13e corps arrête sa marche sur Berlin et en octobre, il ne peut empêcher l'armée du Nord de faire mouvement vers Leipzig. Néanmoins, la possession de Hambourg et le contrôle du bas cours de l'Elbe qu'elle entraîne permet à Davout de gêner considérablement l'économie allemande pendant tout le début de l'année 1814.
L'approvisionnement des places fortes allemandes (Hambourg, Magdebourg, Dresde, etc.) entraîne une forte pénurie en matériel militaire pour l'armée napoléonienne lors de la campagne de France qui s'ouvre le 1er janvier 1814. Aussi, la décision de l'Empereur de laisser d'aussi nombreuses garnisons en Allemagne lui a parfois été reprochée. En effet, si les garnisons immobilisaient pour le siège des troupes alliées beaucoup plus nombreuses, leur absence lors des batailles de 1814 où l'armée française est extrêmement réduite se fera cruellement sentir.
La défense de Hambourg est un sujet d'étude dans les écoles de stratégie pendant la première moitié du XIXe siècle.

### Affaire des lingots de la Banque de Hambourg
Napoléon frappe la ville de Hambourg d'une forte contribution de guerre après sa révolte de mars 1813. Cependant, la partie payée immédiatement en numéraire est envoyée en France et le 15 septembre 1813, le comte de Chaban, intendant général des finances de la 32e division militaire, informe Davout que l'armée risque de ne plus pourvoir payer le fonctionnement normal du service à partir de fin octobre. Le maréchal avait en effet ordonné de payer comptant toutes les fournitures pour éviter de pousser la population à l'émeute. Alors que l'échéance de paiement de la contribution de guerre censée être payée le 1er octobre n'est pas honorée, des renseignements parviennent au commandement français sur un transfert des lingots de la banque de Hambourg vers la ville danoise d'Altona. Décision est alors prise le 2 novembre de s'emparer des fonds de la banque.
Les Français mettent la main sur 7 489 343 marcs banco,, soit environ treize millions de francs. Les commerçants de Hambourg s'étant entendus pour refuser d'être payés avec des lingots provenant de la banque, les Français montent deux ateliers de fabrication de monnaie et fondent les lingots en pièces de la ville de Hambourg. Cette monnaie est alors utilisée pour payer la solde de l'armée et le salaire des ouvriers hambourgeois employés aux travaux de fortifications, permettant de maintenir une activité économique dans la ville assiégée.
Une comptabilité de l'utilisation de ces dépenses est tenue par le comte Chaban, puis par une commission créée à cet effet après son décès en mars. Dès la fin du siège, de nombreuses voix s'élèvent cependant contre la saisie de la banque de Hambourg et certains accusent par la suite Davout d'avoir empoché une partie des fonds.
L'affaire marque les esprits et est utilisée par la suite pour raviver le sentiment anti-français en Allemagne. Ainsi, en 1890, le maréchal von Moltke se sert du souvenir de cet évènement pour obtenir du parlement allemand le vote de crédits militaires. Plus largement, l'historiographie allemande a entretenu l'image d'une période noire et l'occupation française est encore inscrite dans la mémoire collective hambourgeoise comme une « catastrophe ».

### Conséquences sur la carrière du maréchal Davout
« Ses procédés quoique injustes et arbitraires, voire même barbares et cruels qu'ils aient été dans certains cas particuliers, ont servi le mieux possible leur but militaire. Tout soldat souscrira à l'opinion exprimée par Johann Sporschill (in : Die Grosse Kronik) qu'il n'est certainement pas de puissance militaire en Europe qui ne désire avoir à la tête d'une place assiégée un homme comme Davout. Ses mesures rigoureuses étaient commandées par les nécessités de la guerre. »

— Commentaires du général prussien York de Wartemberg tiré de son ouvrage « Napoléon chef d'armée » (1885).
À peine entré en France, le maréchal Davout se voit signifier par le ministre de la Guerre l'ordre de ne pas résider à Paris. Il se retire alors dans son domaine de Savigny-sur-Orge. Le 17 juin, moins d'une semaine après son arrivée, le général Dupont de l'Étang l'informe que le roi a reçu des plaintes sur son comportement à Hambourg. Trois accusations sont portées contre lui : avoir fait tirer sur le drapeau blanc après avoir acquis la certitude du rétablissement des Bourbons, avoir accaparé les fonds de la banque de Hambourg et avoir « commis des actes arbitraires qui tendaient à rendre odieux le nom français ». Après avoir reçu fin juin les archives de son commandement, Davout rédige le Mémoire de M. le Maréchal Davout, Prince d'Eckmühl au Roi qu'il envoie à Louis XVIII le 20 juillet. Dans cet ouvrage d'une trentaine de pages, il réfute soigneusement toutes les accusations portées contre lui, sans céder au style courtisan en vogue à l'époque. Le 26 juillet, le ministre de la Guerre l'informe que le roi a accepté son Mémoire, qu'aucune poursuite ne sera menée contre lui, et qu'il est même autorisé à publier le document pour faire taire les critiques.
Malgré cela, le maréchal est poursuivi par la vindicte des milieux ultra-royalistes et Louis XVIII le maintient en disgrâce. Une démarche collective des maréchaux, y compris les très « en cour » Ney et Soult, ne fait pas changer d'avis le souverain. Cette disgrâce a deux conséquences : la propriété de Davout devient assez vite un repaire de mécontents et de bonapartistes, et le maréchal lui-même n'est pas appelé à venir prêter son serment de fidélité au nouveau souverain. C'est donc sans états d'âme qu'il rallie Napoléon dès son entrée aux Tuileries lors des Cent-Jours.